# Bernhard Weber (Spieleautor)
Bernhard Weber (* 3. März 1969 in Köln) ist ein deutscher Spieleautor, dessen Gesellschaftsspiele unter anderem von der Firma Ravensburger, der Bundeszentrale für politische Bildung sowie im französischen und englischen Sprachraum vertrieben werden; ebenso in Polen. Er ist Mitglied der Spiele-Autoren-Zunft und lebt in Bonn.

## Leben und Wirken
Bernhard Weber wuchs im Rheinland als jüngstes von vier Geschwistern auf. Sein Vater war Oberstudienrat an einer Berufsschule, die Mutter Hausfrau. Bis zur zehnten Klasse besuchte er eine Realschule in Köln. 1988 bestand er am Are-Gymnasium Bad Neuenahr-Ahrweiler das Abitur mit den Leistungskursen Erdkunde, Chemie und Deutsch. Nach seinem Grundwehrdienst bei einer Funkereinheit in der Eifel studierte Weber in Bonn Geographie, ohne das Studium abzuschließen. Nach eigenen Angaben habe ihn das Studium inspiriert, Gesellschaftsspiele zu entwickeln. Seit 2008 betreibt er dies hauptberuflich.
2007 gewann er zusammen mit Jens-Peter Schliemann die Essener Feder für sein Spiel Burg Appenzell. 2013 belegte er den zweiten Platz beim Kinderspiel des Jahres für sein Spiel Gold am Orinoko und entwickelte im selben Jahr für das SZ-Magazin das Straßenspiel Handy Hüpf. Das von Weber mitentwickelte Spiel Glupschgeister wurde 2017 auf die Empfehlungsliste des Kinderspiels des Jahres 2017 gesetzt. 2021 erschien gemeinsam mit Jens-Peter Schliemann sein Brettspiel Zauberberg, das das Magazin Spiegel als „gelungenes Kullerspiel“ bezeichnete und 2022 als Kinderspiel des Jahres ausgezeichnet wurde.